# Символ

Голубь является символом мира

Си́мвол (греч. σύμβολον, первоначально — опознавательный знак, впоследствии — знак, символ в широком смысле) — образ с переносным значением, предполагающий единство формы (внешнего вида символа) и содержания (смысла символа), закрепленный в традиции социально-культурный знак, передающий определённую информацию. Символ несёт тройную смысловую нагрузку: информативную, коммуникативную и консервативную. В литературе — одна из фигур иносказания, наряду с аллегорией и др.
Практически вся символика носит социальный характер. Символы имеют различное содержание, являются принадлежностью социальных общностей и социальных институтов любого уровня. Символика отражает разнообразные стороны социальных отношений, в том числе социальные коммуникации.
Поскольку символ является социально-культурным знаком, его содержание представляет собой идею, которая постигается феноменологически. Содержание символа обычно не может быть адекватно передано вербальным способом, поскольку это содержание раскрывается посредством интуитивного соотнесения предметного образа с вложенным в него смыслом. Принципиальное отличие символа от знака состоит в том, что смысл символа не указывает прямо на означаемый им объект.
Знак становится символом в случае, если при его употреблении предполагается общезначимая реакция не на собственно символизируемый объект, а на отвлечённое значение или чаще спектр значений, которые конвенционально в той или иной степени связываются с этим объектом. Знак может стать символом, только если приписываемый ему смысл станет общепринятым для какой-либо социальной общности.

## Значение и функции
Возникновение социальной символики обычно обусловлено социальным познанием. Существование символики языка делает возможным современный уровень знаний об окружающем мире. Всё мышление человека является символичным. Буквы представляют собой символы звуков, слова — символы предметов, явлений, понятий; реальность символически отражена в сознании при помощи речи. Стереотипы объекта мышления носят индивидуальный характер, поскольку каждый символ является абстрактным — представляет собой обобщённый образ, не отражающий всей сущности данного явления и всех его качеств — и понимается каждым в соответствии с уровнем его личного знакомства с обозначаемым явлением. В ещё большей степени являются неопределенными символы, используемые для обозначения абстрактных понятий.
Социальная символика отражает знания людей, поэтому используется, в первую очередь, с целью передачи этих знаний и закрепляет истинные или ложные знания об имеющим социальную значимость предмете; способствует поддержанию сложившихся социальных отношений и трансформации их в нормы поведения. Социальная символика может быть наделена формой ритуального действия в ходе церемоний, воспринимаемых как социально значимые. Символическое действие исторически происходит от рационального действия, которое предназначается для удовлетворения реальной индивидуальной или социальной потребности. В ходе изменения производительных сил и общественных отношений рациональные действия трансформируются в традиционно-символические, могут утрачивать смысл и исчезать из практики.
Статусная символика служит для закрепления положения человека, различных общностей, социальных институтов и целых обществ в рамках ранговой шкалы или горизонтальных страт. Эти символы появились ещё первобытном обществе и имеют связь с групповым самосознанием, включающим представления о «своих» роде, фратрии, племени. В государственных обществах отдельные прежние символы превращаются в новые символы. Символика престижа отличается от символов статуса, включая псевдосимволы таких явлений, как высокое социальное положение, высокий уровень потребления. Например, потребление кем-либо отдельных дорогих товаров и услуг может поднять престиж в глазах отдельных людей, но еще не говорит о повышении его престижа в обществе и уж тем более не повышает социальный статус.
Символика имеет широкое применение в художественном творчестве и искусстве. Творчество отдельных авторов создаёт новые художественные символы, которые могут получить широкое признание и стать таким образом социальными символами. Символические образы в религиозной, эстетической и художественной сферах служат для обозначения связи между визуальным и обозначаемым, конкретным и абстрактным. Символ в эстетическом и художественном смыслах является представлениями, возникающими как результат соединения трансцендентного смысла и его значения.
В литературе и искусстве символом считается знак, который обладает определённой степенью предметной конкретности, но используется для выражения смысла, выходящего за пределы семантики, прямо заданной предметностью этого знака, либо образ, функционирующий в качестве знака, то есть выражающий посторонний для этого образа смысл, не утрачивая собственной семантики, понимаемой как естественная.

## Типология
Символы представлены символическими знаками (идеограммы и геометрические символы), реальными символами (мировое древо — символ мироздания, череп — символ смерти и др.) и интенциональными символами — образами, получающими статус символа только в результате рефлексии автора или толкователя.

### Символические знаки
Символические знаки, включая древние геометричекие символы, представленные кругом, квадратом, крестом, их сочетаниями и модификациями, такими как мандала, свастика, инь и ян, меандр и др., отличаются от собственно знаков, таких как математические и химические «символы», значение существует только конвенционально и не может быть задано самостоятельно. Символическими знаками возможно выразить «содержание» через саму их форму, поэтому они представляют собой схематические образы. В связи с этим их конкретизация может проводится как на уровне их формы, так и на уровне содержания. В первом случае символических знак заменяется на образ с аналогичной формой или структурой и имеющий тот же смысл: так, круг и образ змеи которая, кусает свой хвост являются символами вечности, циклического движения времени без начала и конца. В случае конкретизации символического знака на уровне содержания этот знак замещает реальный символ, на него переносится значение реального символа. Связь символического знака и его значения может быть непосредственной или опосредованной через другой символом.
Свастика в современном массовом сознании приобрела связь с такими историческими событиями, как Вторая мировая война, начатая нацистской Германией, многомилиионные жертвы, преступления против человечества, концлагеря, массовое уничтожение людей, агрессия и жестокость в отношении мирного населения, расистская и националистическая идеологии.

### Реальные символы
По причине неявного отождествления образа с изображаемым существует категория реальных символов. Эти символы представляют собой не образы реальных сущностей, выступающих как символы, сами эти сущности: например, солнце — символ блага. Реальный символ — образ такой сущности, сохраняющей самотождественность, но приобретающей также иносказательный или переносный смысл, который усматривается из буквального. Следствием этого является парадоксальность реальных символов, сочетающих непосредственную очевидность своего переносного смысла и невозможность окончательного и исчерпывающего низведения данного смысла до актуального и поддающегося рассудочной фиксации «значения», по причине того, что переносный смысл символа задан в качестве семантического поля.
Разнообразие потенциальной семантики, которой наделяется реальный символический объект и разнообразие его ценностной окраски влияет на частоту и естественность его использования в качестве символа. В связи с этим главенствующими символическими объектами являются универсальные символы, такие как вода, кровь, вино, дерево и др., обычно освоенных ещё в рамках архаического религиозно-мифологического сознания, что отражено в понятии «архетипических» символов Карла Юнга.
Посредством соотнесения с универсальными символами или другими символическими объектами и заимствование их потенциальной семантики формируется переносный смысл реальных символов второго порядка. Соотнесение может являться прямым: так, чаша понимается как универсальный символ космоса, и в изображение конкретной чаши может вкладываться тот же смысл; или опосредованным, при котором два принципиально различающихся символических объекта оказываются отождествлёнными на основе существенного признака: Христос — искупительная жертва символически отождествлена с агнцем как жертвенным животным.

### Интенциональные символы
Любой символический образ обладает как буквальным, так и переносным смыслом, в любые символы являются интенциональными, поскольку их символический статус обеспечен только актом его использования как символа. В то же время функционирование символов в рамках мифологического и религиозного сознания, которое основано на убеждении в существовании невидимой реальности, которая лишь манифестирует себя в чувственных образах, существенно отлично от функционирования символов в художественной культуре, преднамеренно использующей религиозно-мифологические символы. Символы приобретают автономное существование в конкретной культурной традиции и свободно используются в художественной культуре, допускающей также искусственное конструирование символов.

## Изучение
В разработке теории социальной символики принимали участие философы, социологи, этнографы и культурологи. Платон рассматривал символы как знаки, обозначающие идеи, почерпнутые из «первичного» мира «истинного бытия». Существенный вклад в теорию внесли также Гегель, 3игмунд Фрейд, Карл Юнг и др. Изучение значения символики для художественного творчества проводил ряд философов, культурологов, поэт, писателей, публицистов.
Эрнст Кассирер, представитель марбургской школы неокантианства, считал, что для процесса познания, который он рассматривал как процесс образования понятий, необходима символизация материальных объектов или процессов — «мыслительных продуктов». В работах Кассирера выделяется ряд «символических форм», таких как язык, религия, миф, наука, искусство и др. Идеи Кассирера развивались такими авторами, как У. Урбан, Сьюзен Лангер и др. С ними сближается подход советских философов Мераба Мамардашвили и Александра Пятигорского, понимавших символ в качестве «оболочки», внутри которой имеется «содержательность» сознания, составляющего «единственную реальность». По мнению этих исследователей, любой символ «заключает в себе образ, но не сводится к нему, поскольку подразумевает присутствие некоего смысла, нераздельно слитого с образом, но ему не тождественного. Образ и смысл образуют два элемента символа, немыслимые друг без друга. Посему символы существуют как символы (а не как вещи) только внутри интерпретаций».
Познание через символическое посредство языка изучалось американским философом Джорджом Мидом, рассматривавшим язык в качестве средства познания не объективной реальности, а субъективного мира различных ситуаций, в которых осуществляется деятельность субъектов. Одно из первых исследований символов социального статуса принадлежит Паккарду (1959). Французский социолог Пьер Бурдьё считал, что на социальный статус человека влияют вкус и предпочтения. По мнению советского философа Юрия Семёнова, символическая деятельность первоначально была направлена на достижение конкретной цели. Он относил символическую деятельность к паразитарной практике, не способной дать желаемый результат.
Советский философ Алексей Лосев определял символ как «субстанциальное тождество идеи и вещи».